# Мунтагиров, Александр Абубакирович
Александр Абубакирович Мунтагиров (род. 21 мая 1955) — советский и российский артист балета, педагог-балетмейстер. Народный артист РСФСР (1989).

## Биография
Александр Мунтагиров родился 21 мая 1955 года в городе Первоуральск Свердловской области. В возрасте 9 лет записался в цирковую студию, но спустя год перешёл в студию балета, где открылись его отличные данные танцора. В 1973 году окончил Пермское хореографическое училище по классу педагога Иоэля Плахта, после чего был принят в труппу Челябинского театра оперы и балета, был солистом этого театра до 1995 года. Согласно энциклопедии «Русский балет», «щедрость природных данных позволяет Мунтагирову танцевать как партии романтического плана, так и гротесково-комедийного».
В 1988—1991 годах руководил балетной студией при Челябинском театре оперы и балета, в 1995—2002 годах был художественным руководителем балетной труппы Челябинского театра. В 2002 году возглавил кафедру хореографии Ханты-Мансийского филиала Московского университета культуры и искусства.

### Общественная позиция
В марте 2014 года подписал письмо «Деятели культуры России — в поддержку позиции президента по Украине и Крыму».

### Семья
Жена — артистка балета. Сын — Вадим Мунтагиров (род. 1990) — солист Английского национального балета, затем Королевского балета Великобритании; дочь — солистка Челябинского театра оперы и балета.

## Репертуар
- 1976 — Рыбник, «Тиль Уленшпигель», балетмейстер В. Н. Бутримович
- 1978 — Адам, «Сотворение мира», балетмейстер В. Н. Бутримович
- 1986 — Остап Бендер, «Двенадцать стульев», балетмейстер Андрей Петров
- Альберт, «Жизель»
- Зигфрид, Ротбарт, «Лебединое озеро»
- Базиль, «Дон Кихот»
- Ромео, Меркуцио, «Ромео и Джульетта»
- Касым, «Материнское поле»
- Ржевский, «Гусарская баллада»
- Артынов, Модест Петрович, «Анюта», балетмейстер Владимир Васильев
- Альфред, «Дама с камелиями»